# 新型インフルエンザ等対策閣僚会議

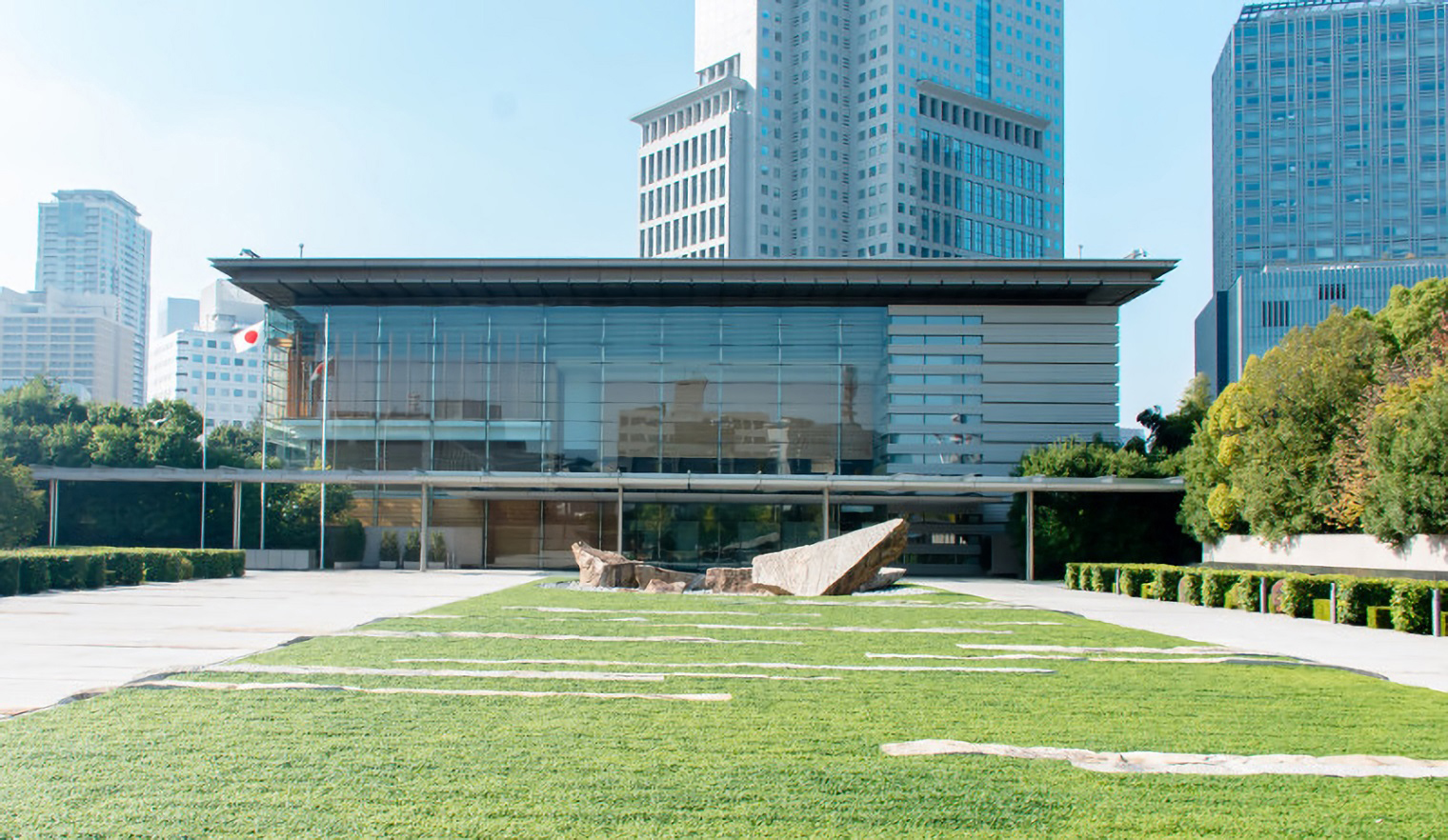
第1回審議が開催された総理大臣官邸

新型インフルエンザ等対策閣僚会議（しんがたインフルエンザとうたいさくかくりょうかいぎ、英語: Ministerial Meeting on Measures Against Avian Influenza）は、日本の内閣にて開催された会議体。

## 概要

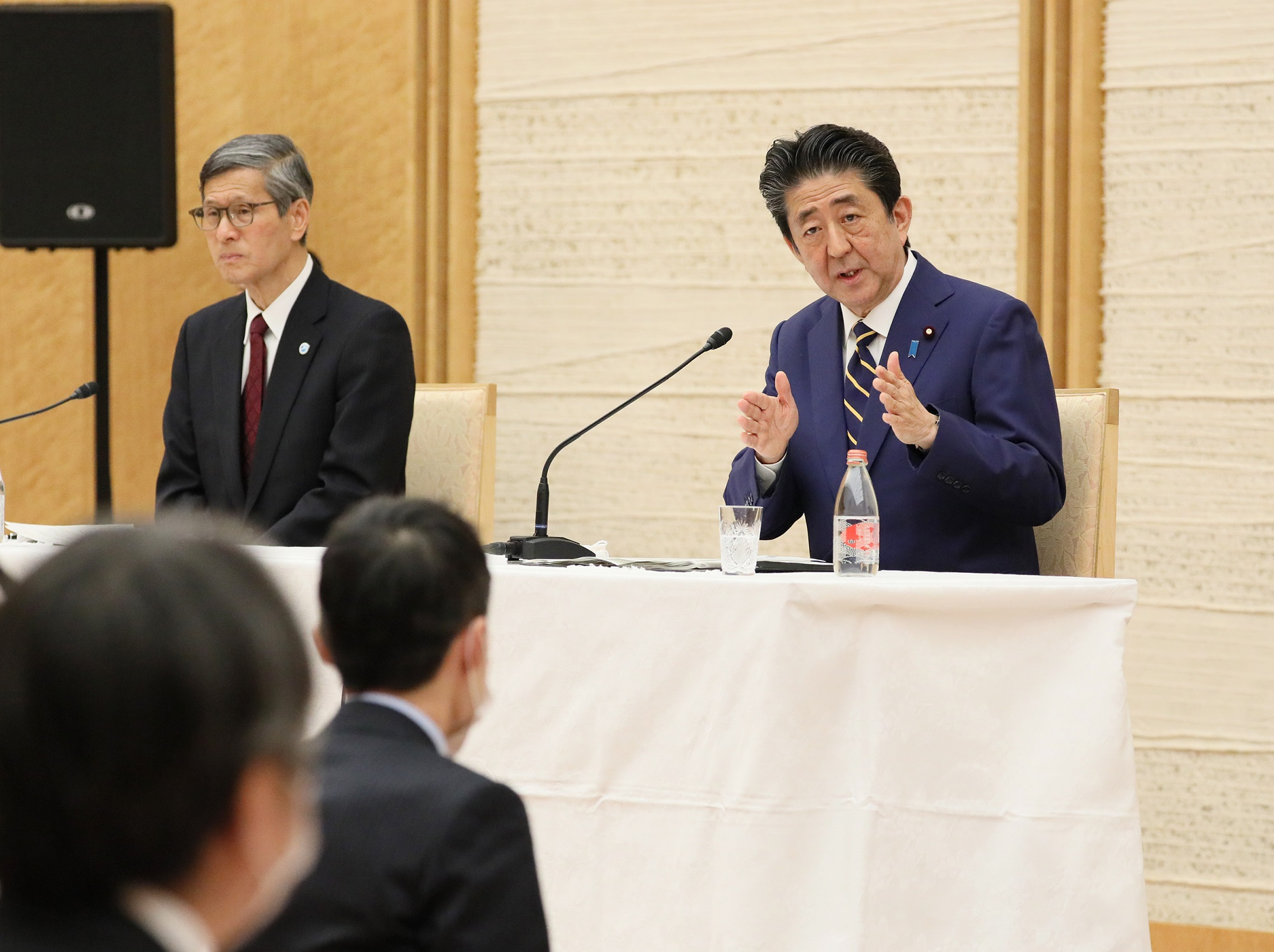
新型インフルエンザ等対策閣僚会議新型インフルエンザ等対策有識者会議会長尾身茂（左）と内閣総理大臣安倍晋三（右）（2020年4月7日、総理大臣官邸にて）

新型インフルエンザ等対策閣僚会議は、世界で感染が拡大したH1N1亜型によるインフルエンザの教訓に基づき、新型インフルエンザなど感染症への対策のために開催された会議体である。2011年、内閣の下に新型インフルエンザ等対策閣僚会議が設置された。設置根拠は閣議口頭了解「新型インフルエンザ等対策閣僚会議の開催について」に基づく。新型インフルエンザ等対策閣僚会議の下には、諮問機関として新型インフルエンザ等対策有識者会議が設置されていた。さらに、野田第1次改造内閣が提出した新型インフルエンザ等対策特別措置法案が第180回国会にて可決・成立し、翌年4月13日に施行されたことから、傘下に置いた基本的対処方針分科会が同法に基づく緊急事態宣言を所管することになった。
なお、2020年の「新型インフルエンザ等対策特別措置法の一部を改正する法律」の施行に伴い、基本的対処方針分科会は、インフルエンザだけでなく新型コロナウイルス感染症に対する緊急事態宣言についても所管することになった。2020年に新型コロナウイルス感染症に対する緊急事態宣言が発出された際にも、その妥当性について審議している。内閣総理大臣の安倍晋三が緊急事態宣言の発出について会見する際には、新型インフルエンザ等対策有識者会議の会長であり基本的対処方針分科会の会長でもある尾身茂も同席した。

## 構成
議長、構成員は、個人を個別に任命するのではなく、官職に対する充て職である。 
議長
- 内閣総理大臣

構成員
- 国務大臣

## 組織
- 新型インフルエンザ等対策閣僚会議
  - 新型インフルエンザ等対策有識者会議
    - 基本的対処方針分科会
    - 医療・公衆衛生に関する分科会
    - 社会機能に関する分科会
    - 新型コロナウイルス感染症対策分科会

### 註釈
1. ↑  基本的対処方針分科会は、新型インフルエンザ等対策閣僚会議の新型インフルエンザ等対策有識者会議の下に設置されている組織である。新型インフルエンザ等対策特別措置法に基づく緊急事態宣言の是非等を審議する組織であり、新型インフルエンザだけでなく新型コロナウイルスに対する緊急事態宣言も所管している。名称が類似しているが、新型コロナウイルス感染症対策本部の新型コロナウイルス感染症対策専門家会議の下に設置されている組織ではない。